# Сан-Луїш (стадіон)
Ештадіу де Сан-Луїш (порт. Estadio de São Luís) — багатофункціональний стадіон у Фару, Португалія. Стадіон вміщує 15 000 глядачів і відкрився в 1922 році.
Він використовується в основному для футбольних матчів і є домашньою ареною місцевого футбольного клубу «Фаренсе». Також на ньому проходив молодіжний чемпіонат світу з футболу 1991 року, а також кілька матчів зіграла національна збірна Португалії.
«Сан-Луїш» постійно використовувався «Фаренсе» з 1924 року і аж до 2004 року, коли клуб переїхав на новозбудований стадіон «Алгарве». Втім після реконструкції «Сан-Луїша» з 2013 року «Фаренсе» знову став виступати на цій арені.

## Збірна Португалії з футболу
Наступні матчі національної збірної Португалії відбулися на стадіоні.

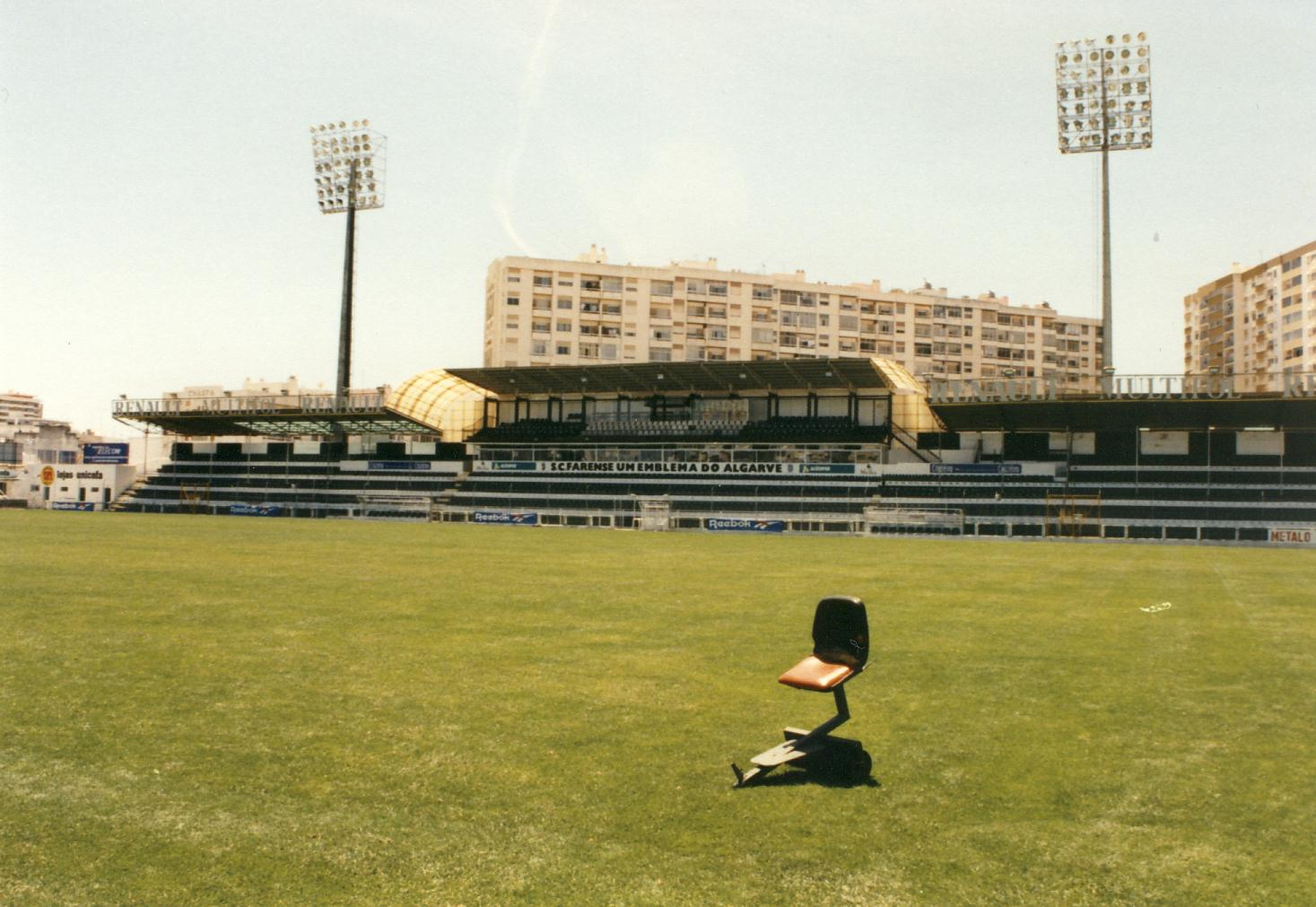
Стадіон 1997 року

| #  | Дата              | Рахунок | Опонент    | Турнір                               |
| -- | ----------------- | ------- | ---------- | ------------------------------------ |
| 1. | 16 листопада 1977 | 4–0     | Кіпр       | Кваліфікація на чемпіонат світу 1978 |
| 2. | 12 лютого 1992    | 2–0     | Нідерланди | Товариський матч                     |
| 3. | 10 лютого 1993    | 1–1     | Норвегія   | Товариський матч                     |
| 4. | 15 серпня 2001    | 3–0     | Молдова    | Товариський матч                     |